# الواديين
الواديين؛ هو مركز يتبع إدارياً لمحافظة أحد رفيدة في منطقة عسير في السعودية، يقع مركز الواديين في جنوب غرب المحافظة على مسافة 12 كم، ويقطنه 36200 نسمة حسب تعداد عام 2010 . ويضم المركز نحو 50 قرية منها: آل عامر، العقالة، البطحاء، آل دمام، آل الشاعر، آل السر، آل لوط، بني وهب، آل حلامي، المثناة، الصمخية، آل حديله، آل الجحل، آل علي، آل جليحه، بني مليك.